# Гусь-Хрустальный (станция)
Гусь-Хрустальный — железнодорожная станция Горьковской железной дороги в городе Гусь-Хрустальный Владимирской области, на однопутной неэлектрифицированной тупиковой линии Владимир — Тумская.

## Описание
Станция открыта в 1899 году. По характеру основной работы является грузовой. Через станцию осуществляется движение пригородных поездов между Владимиром и Тумой (по состоянию на 2023 год, две пары в сутки).

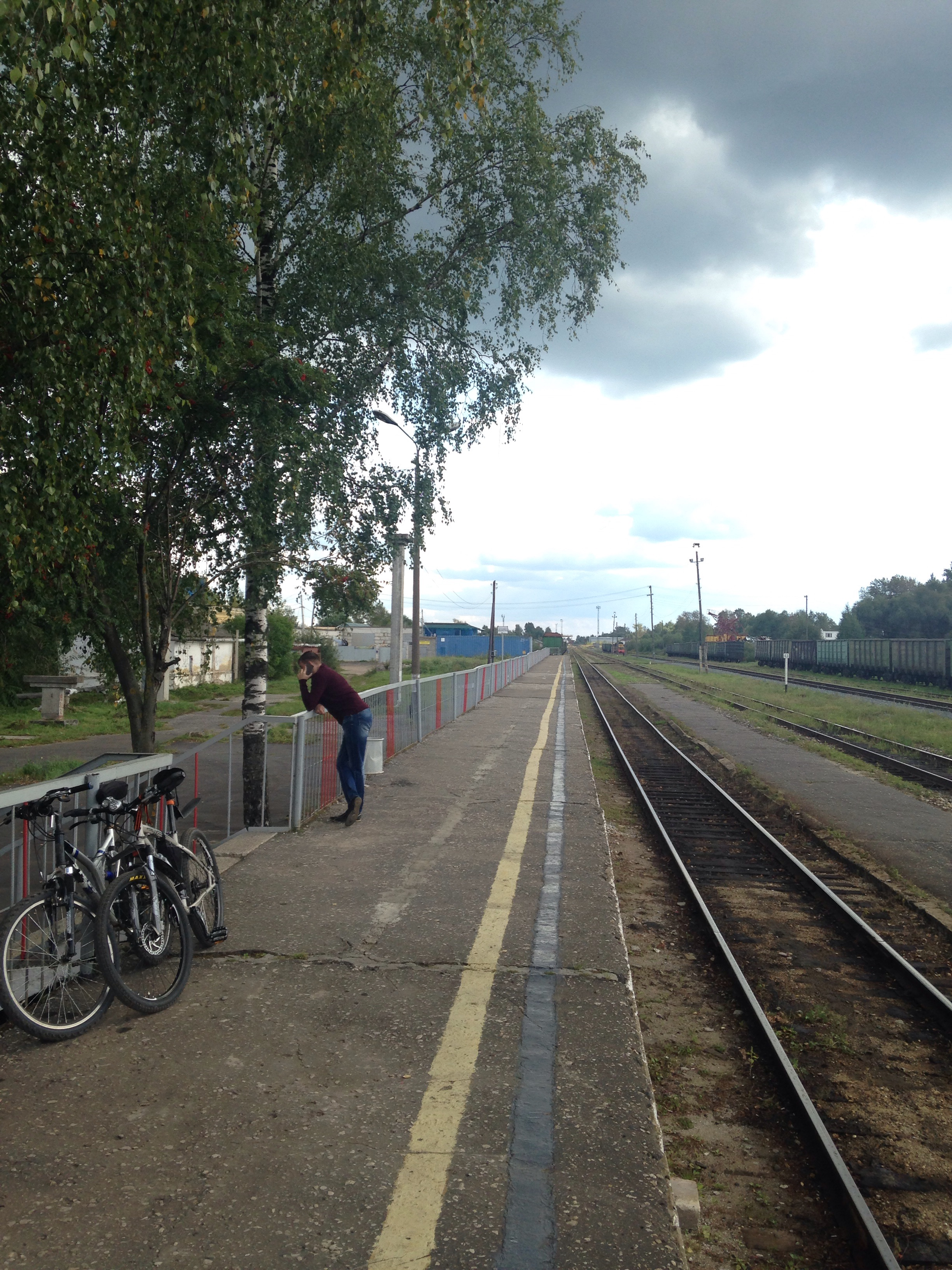
Пассажирские платформы станции Гусь-Хрустальный
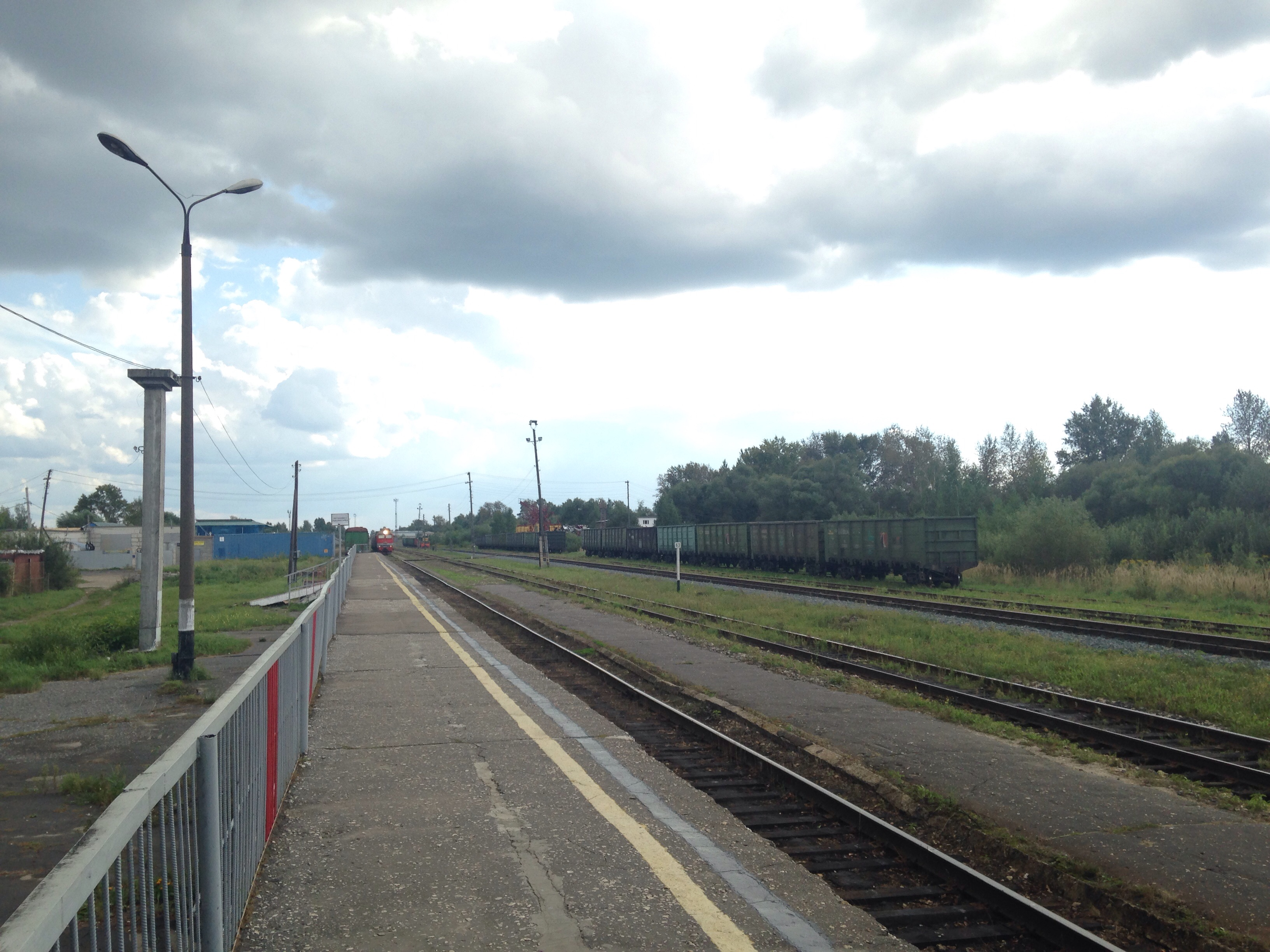
Прибытие пассажирского поезда на станцию Гусь-Хрустальный
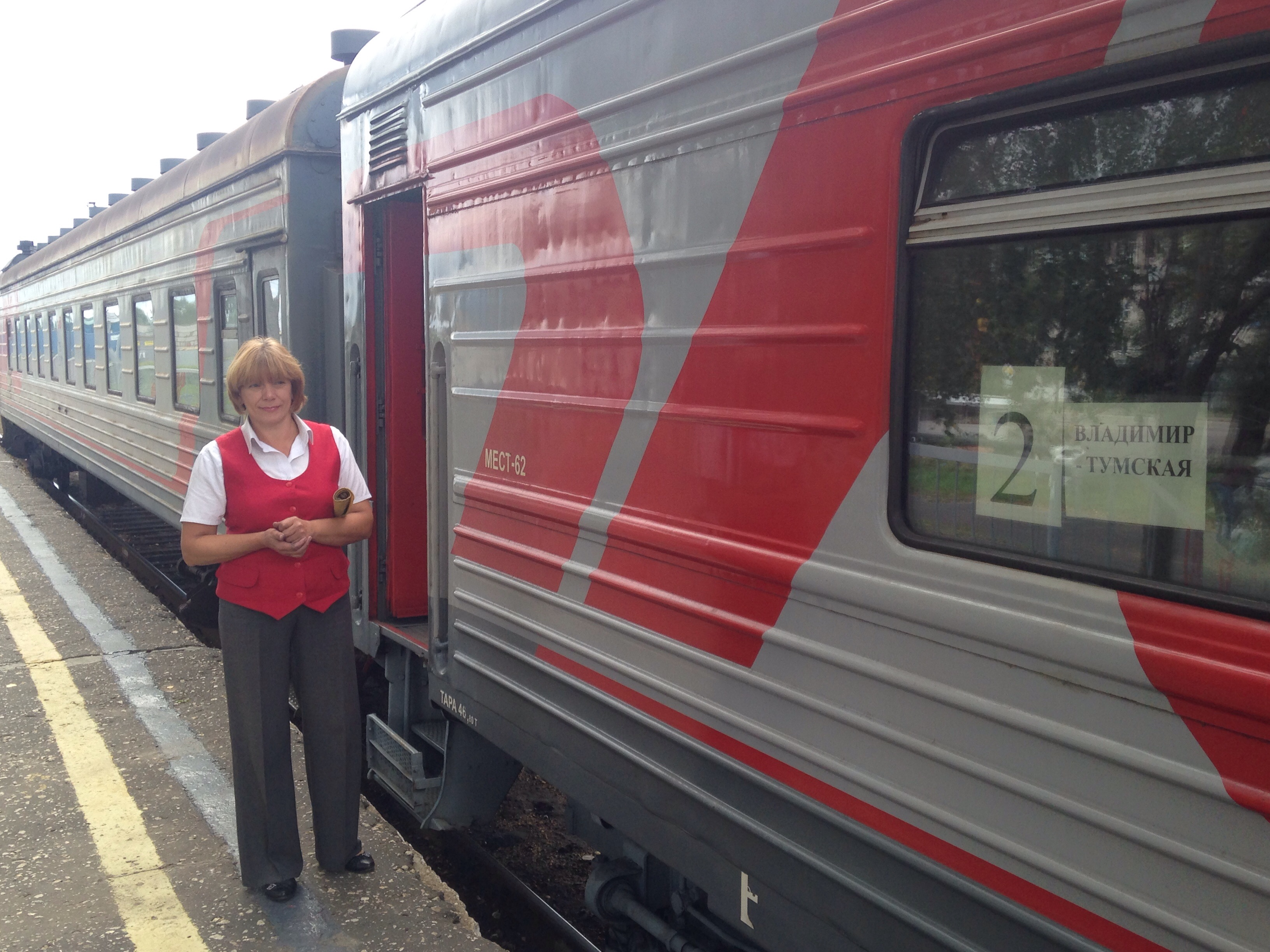
Пассажирский поезд на станции Гусь-Хрустальный
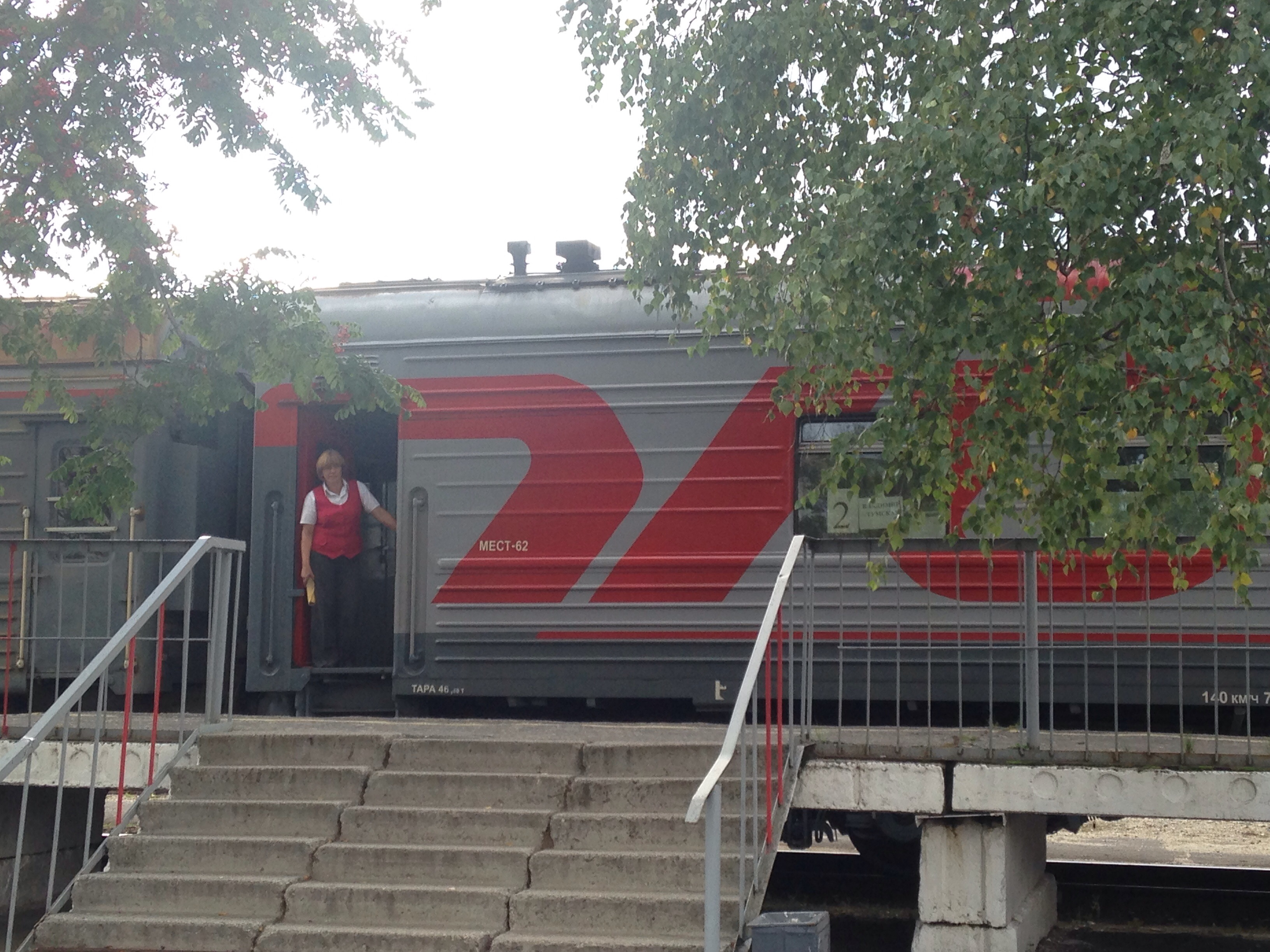
Отправление пассажирского поезда от станции Гусь-Хрустальный
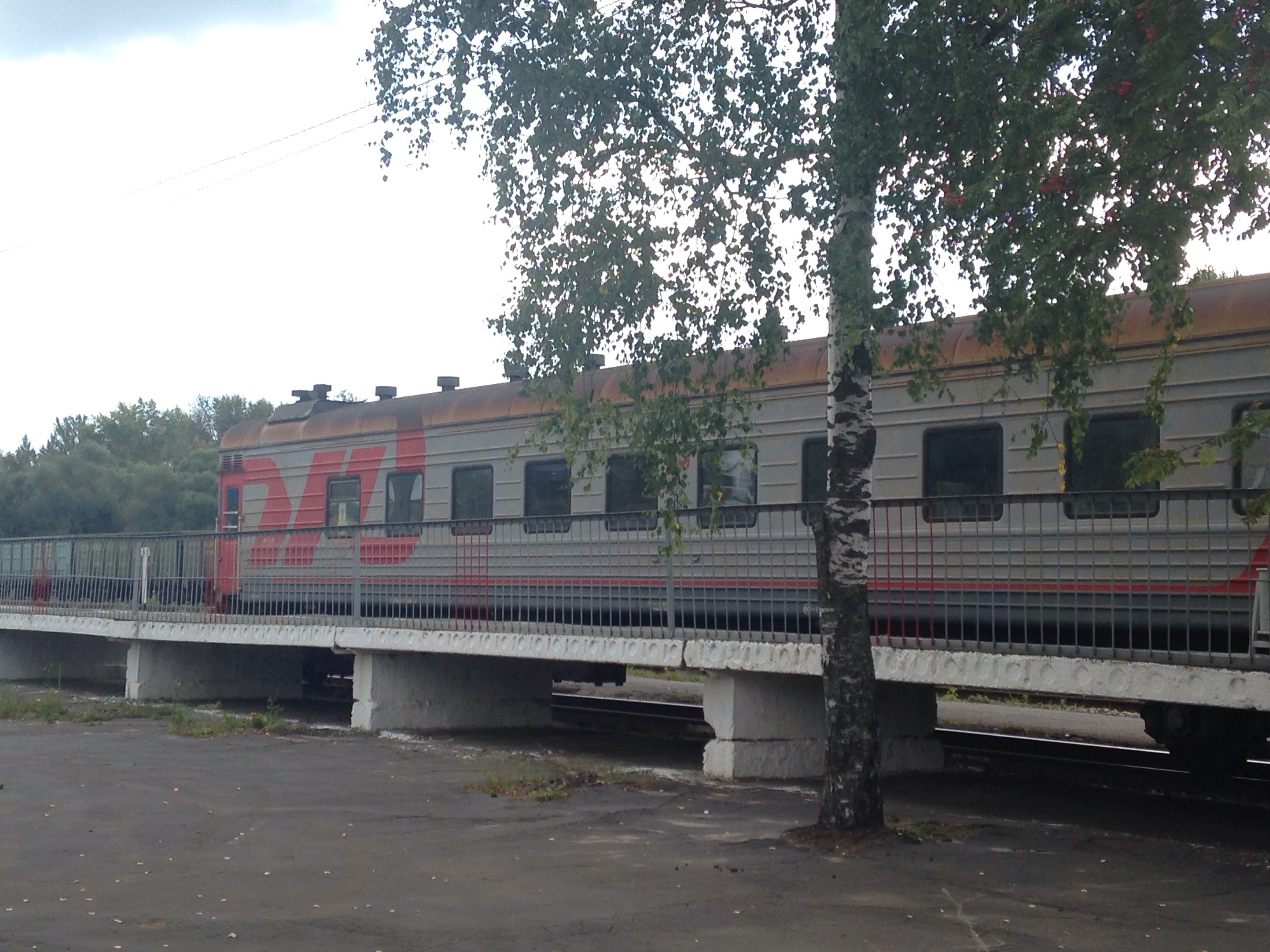
Пассажирский поезд на станции
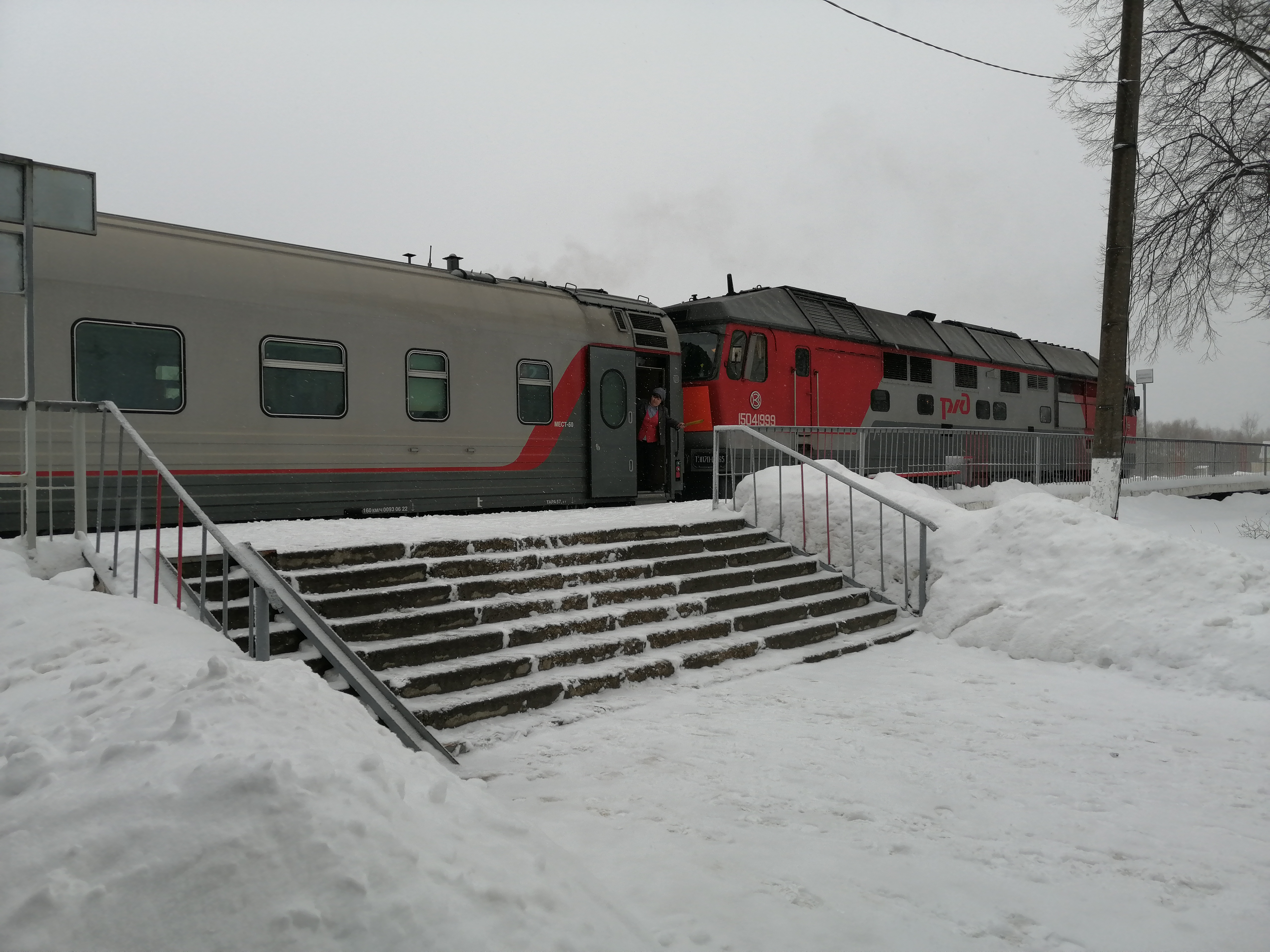
ТЭП70 с пригородным поездом из новых вагонов ТВЗ на станции Гусь-Хрустальный в марте 2023 года